# Dvärgcollinsia
Dvärgcollinsia (Collinsia parviflora) är en grobladsväxtart som beskrevs av David Douglas och John Lindley. Dvärgcollinsia ingår i släktet collinsior, och familjen grobladsväxter. Inga underarter finns listade i Catalogue of Life.

## Bildgalleri

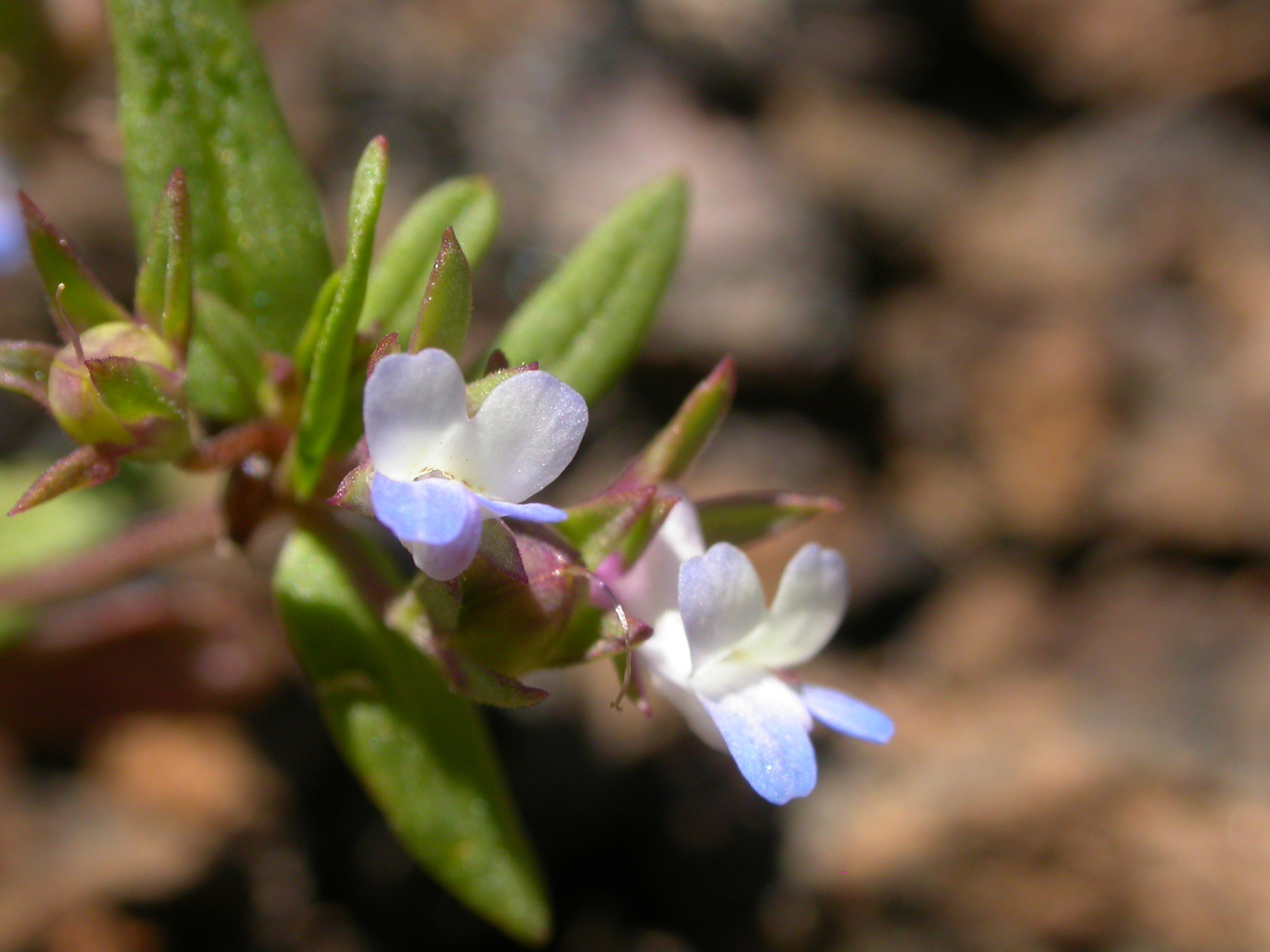
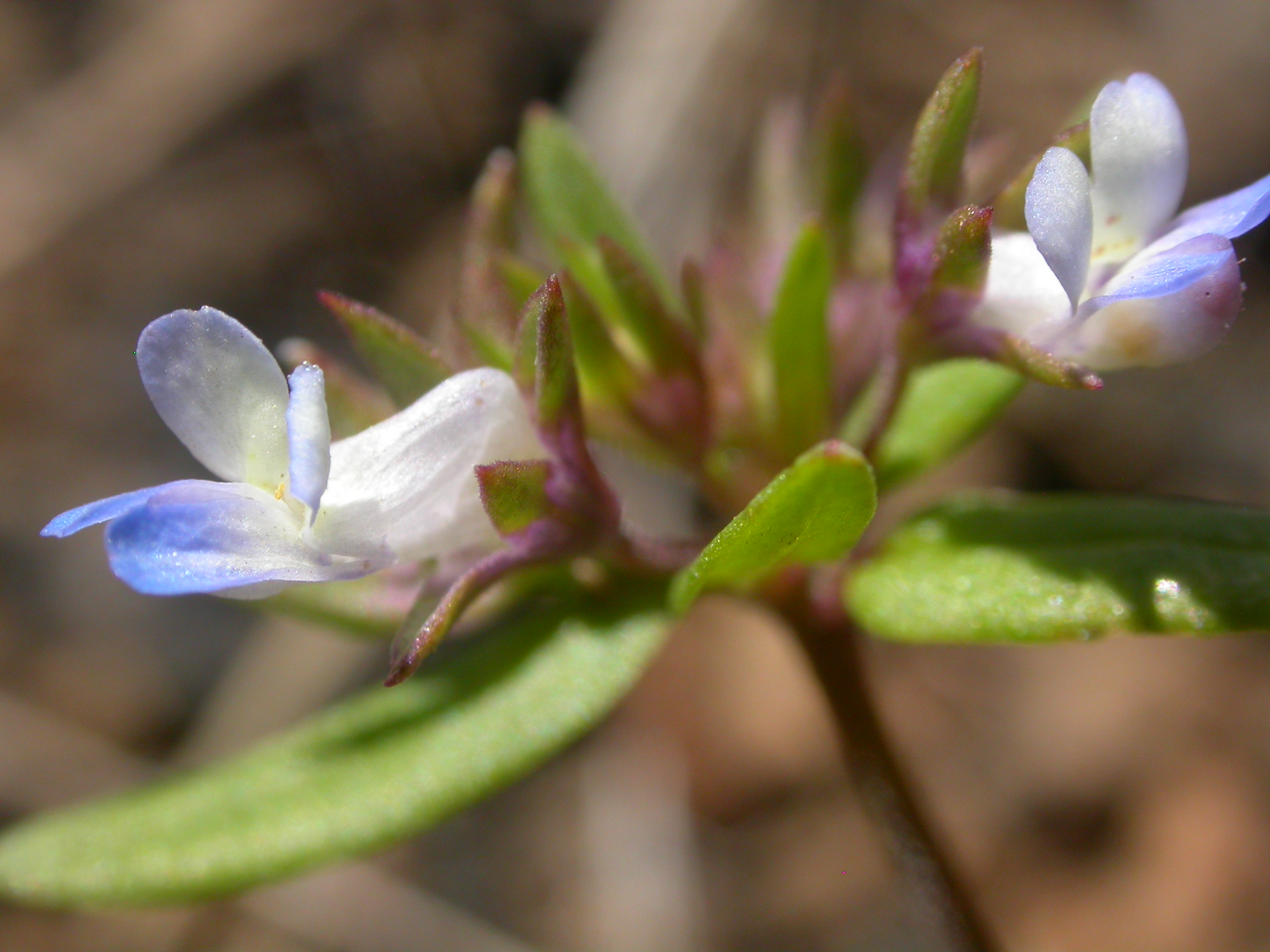
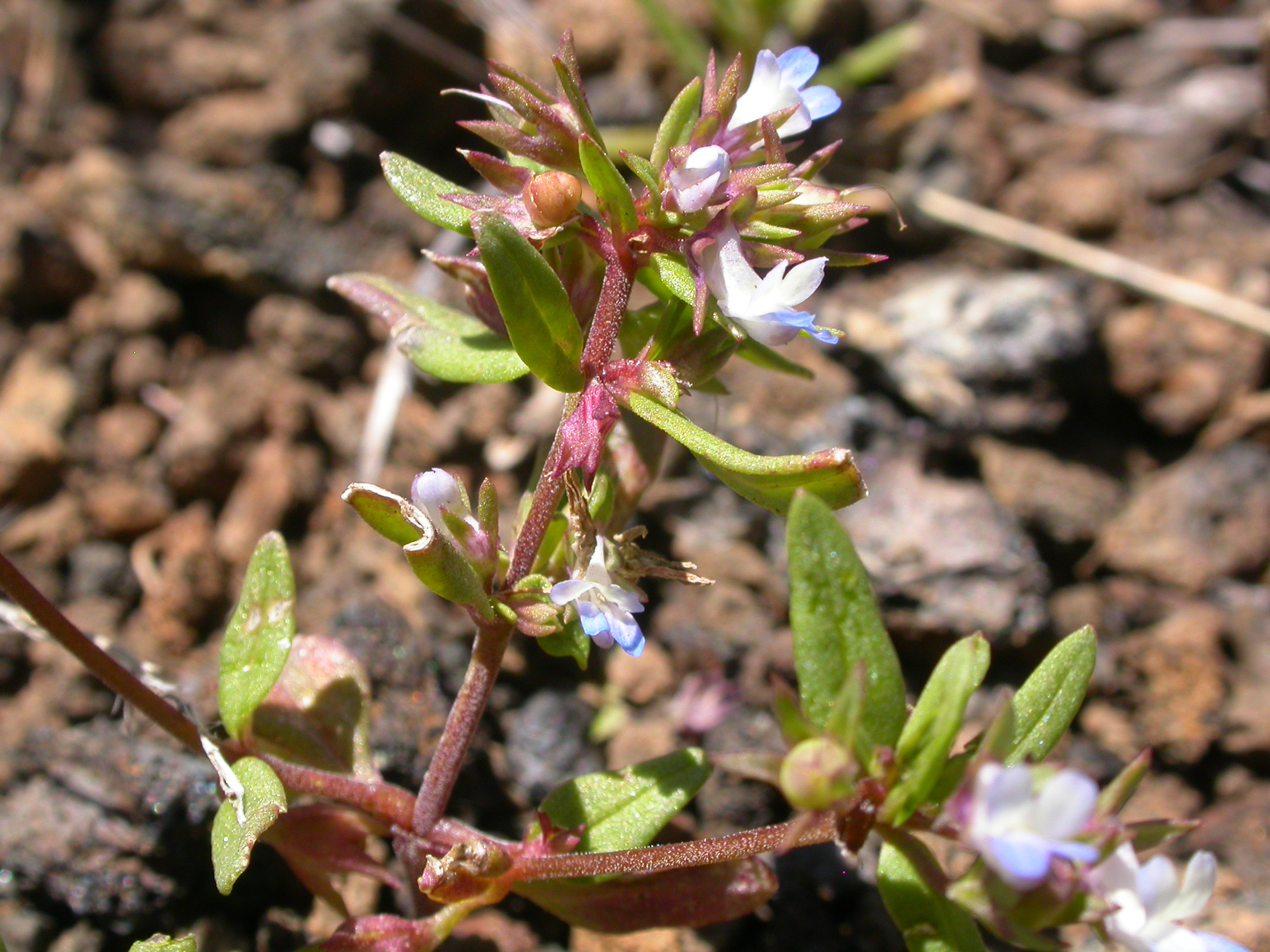
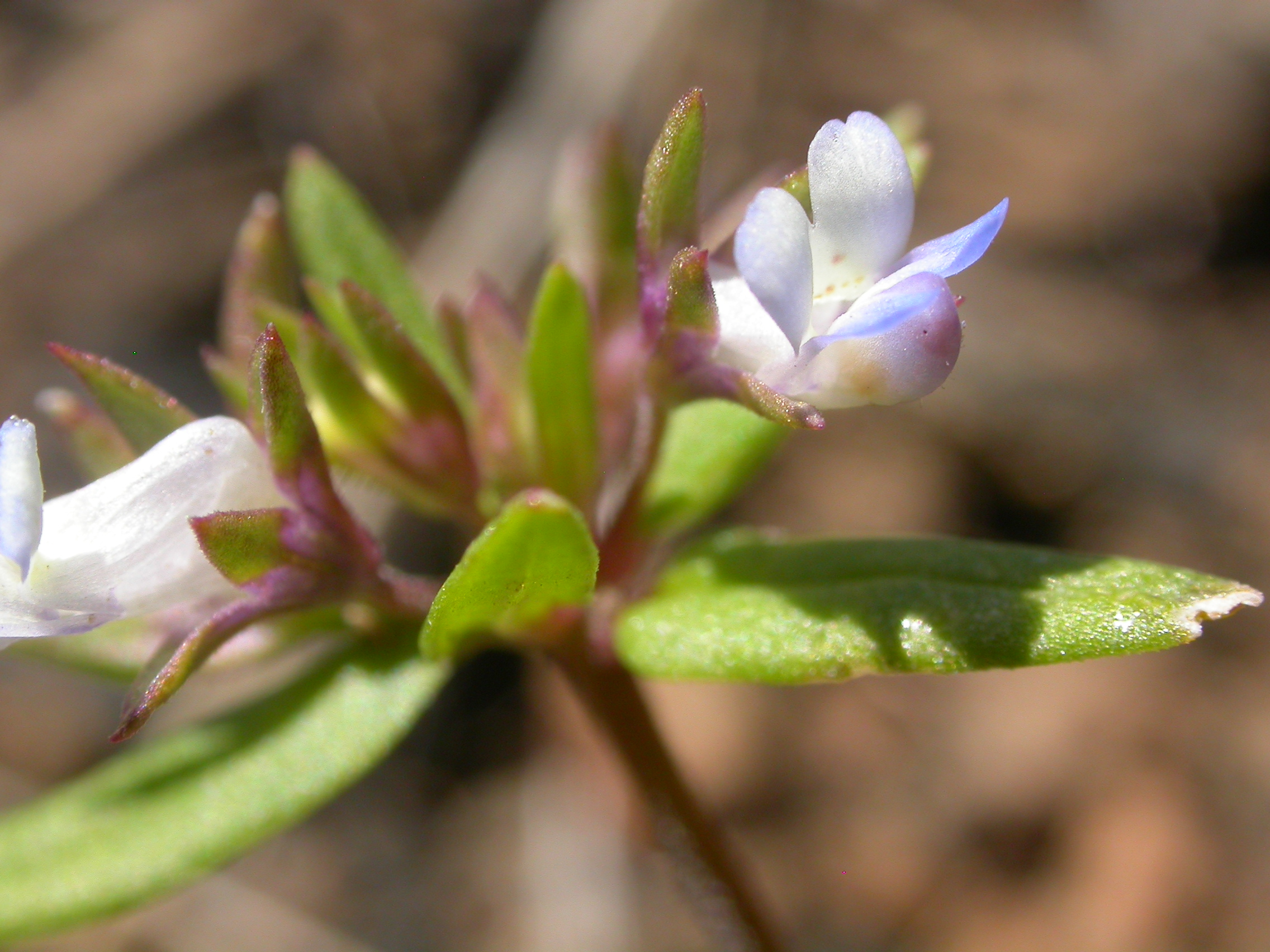
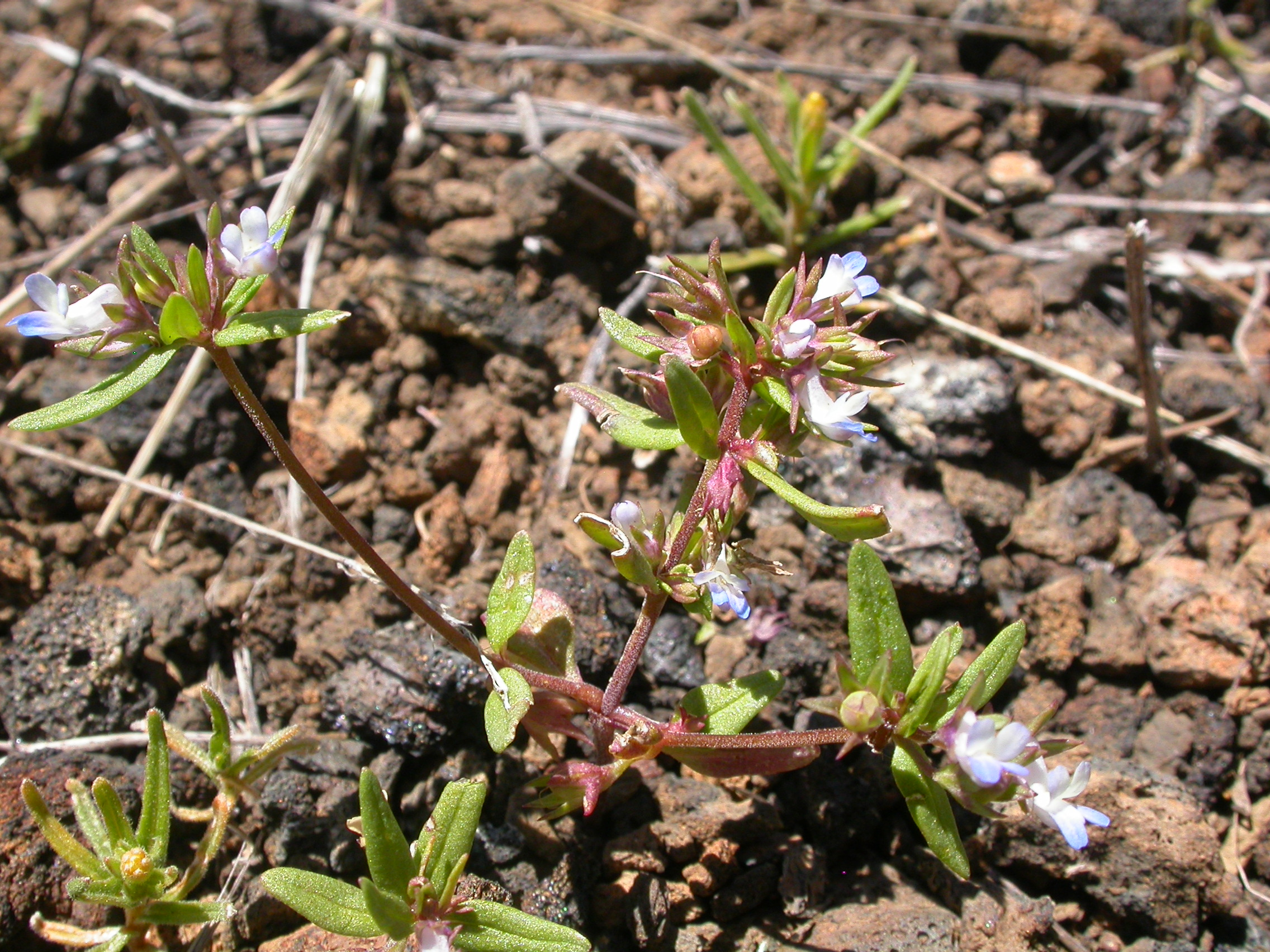
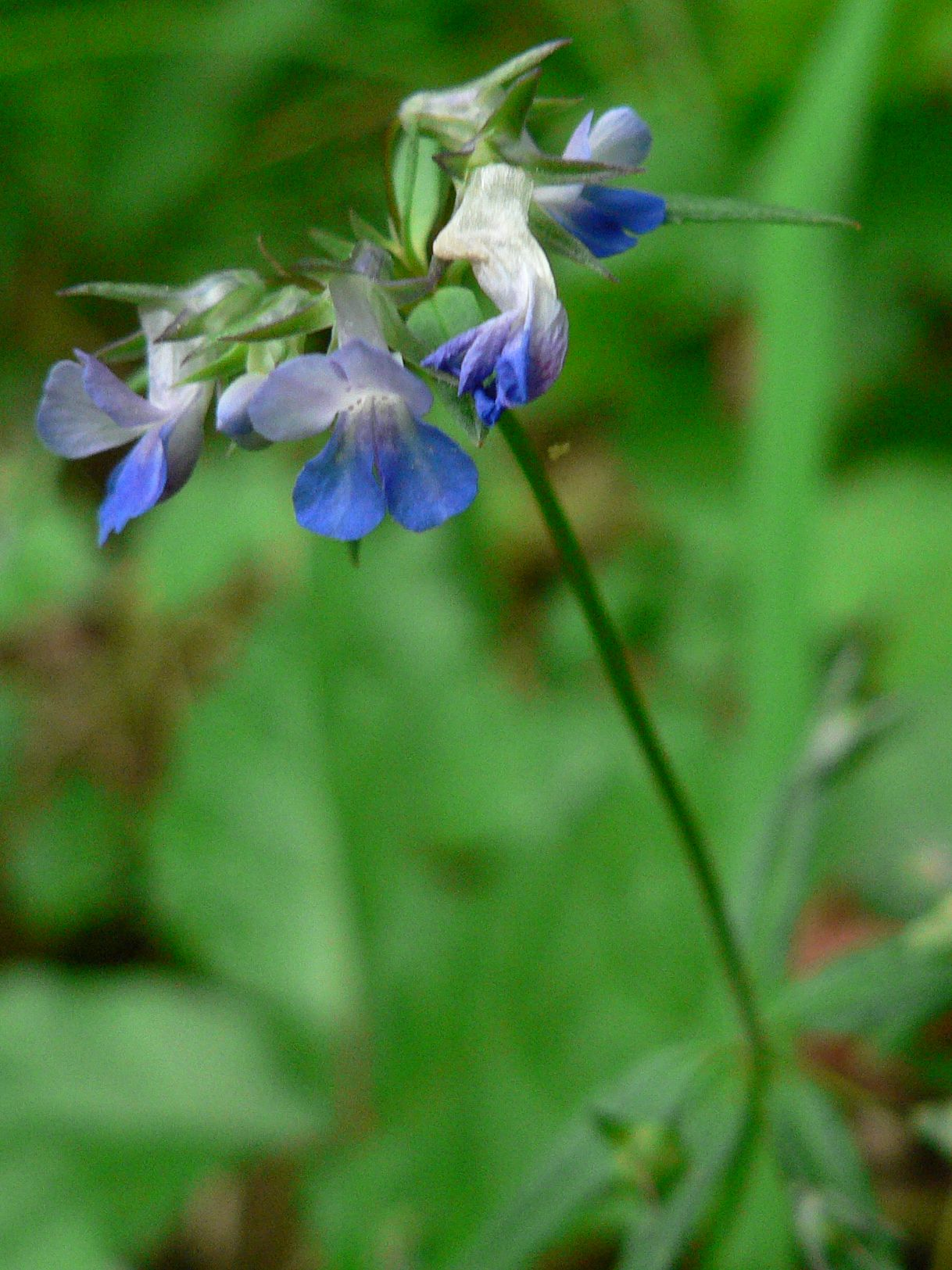